# Chitty-Chitty-Bang-Bang: The Magical Car
Chitty-Chitty-Bang-Bang: The Magical Car é um livro infantojuvenil escrito por Ian Fleming e ilustrado por John Burningham. Foi primeiro publicado em três volumes entre outubro de 1964 e janeiro de 1965 pela editora Jonathan Cape. A história acompanha as aventuras de Chitty-Chitty-Bang-Bang, um carro com poderes e habilidades secretas, e seus donos, a família Pott.
Fleming se inspirou em uma série de carros de corrida equipados com aeromotores chamados Chitty Bang Bang, construídos por Louis Zborowski na década de 1920. Ele escreveu o livro enquanto se recuperava de um grande ataque cardíaco sofrido em 1961, tendo originalmente criado a história como um conto de ninar para seu filho, Caspar. Fleming inicialmente queria que as ilustrações fossem criadas pelo cartonista Wally Fawkes do Daily Mail, mas o jornal não permitiu que ele trabalhasse no projeto, assim Burningham foi contratado. Fleming morreu de outro infarto em agosto de 1964, apenas dois meses antes da publicação do livro.
Chitty-Chitty-Bang-Bang foi bem recebido pela crítica. Foi serializado no jornal Daily Express e depois adaptado como uma tira em quadrinhos. Foi livremente adaptado em 1968 em um filme homônimo escrito por Roald Dahl e Ken Hughes, sendo estrelado por Dick Van Dyke e produzido por Albert R. Broccoli. A história foi depois adaptada também como um musical de teatro em 2002 e um rádio-drama em 2011. Três sequências escritas pelo autor Frank Cottrell-Boyce foram publicadas na década de 2010.

## Enredo
Caractacus Pott, um ex-comandante da Marinha Real Britânica, inventa doces que podem ser usados como apitos e vende esta ideia para lorde Skrumshus, o dono de uma fábrica de confeitos. Pott usa o dinheiro para comprar e renovar um carro antigo, o Paragon Panther, o único modelo produzido pela empresa automobilística Paragon antes de falir. É um carro de turismo de quatro lugares com um capô enorme. O carro é nomeado Chitty-Chitty-Bang-Bang por conta dos barulhos característicos que faz quando é ligado.
Chitty-Chitty-Bang-Bang inicialmente aparenta ser apenas um carro grande e potente, mas aos poucos começa a exibir ações independentes. Isto ocorre a primeira vez quando a família Pott fica presa em um congestionamento à caminho de um piquenique na praia. O carro repentinamente instrui Pott a puxar uma alavanca que faz asas brotarem e Chitty-Chitty-Bang-Bang alçar voo. Pott o pilota até o litoral do Canal da Mancha, onde os membros da família fazem seu piquenique, nadam e então dormem. A maré em elevação ameaça afagá-los enquanto dormem, com Chitty-Chitty-Bang-Bang os acordando com um chiado a vapor. Pott, novamente instruído pelo carro, puxa outra alavanca que faz com que o veículo se transforme em algo semelhante a um hovercraft. Eles atravessam o canal para o litoral da França até uma praia perto de Calais. Ao explorarem a praia descobrem uma caverna cheia de armadilhas para afugentar intrusos. No final da caverna há um depósito de armas e explosivos. A família detona os explosivos e foge da caverna.
Uma gangue de contrabandistas de armas que era dona do depósito na caverna bloqueia a estrada em frente de Chitty-Chitty-Bang-Bang. Os criminosos ameaçam a família, mas Pott puxa a alavanca que transforma o carro em um avião, decolando e deixando os bandidos furiosos para trás. A família passa a noite em um hotel em Calais, mas enquanto dormem os criminosos sequestram as crianças e fogem rumo à Paris. Chitty-Chitty-Bang-Bang acorda Pott e sua esposa e eles partem em perseguição.
Os criminosos planejam roubar uma famosa loja de chocolates usando as crianças como chamarizes. Elas descobrem isso e conseguem avisar o dono da loja, senhor Bon-Bon. Chitty-Chitty-Bang-Bang chega bem em tempo de impedir que os bandidos fujam, com a polícia chegando e os prendendo. Como recompensa, a senhora Bon-Bon compartilha com os Pott a receita secreta de seu doce de chocolate, com as duas famílias ficando amigas. Chitty-Chitty-Bang-Bang voa com os Pott para longe e para mais aventuras.

## Antecedentes e escrita
O autor britânico Ian Fleming já tinha em março de 1961 escrito nove livros desde 1953: oito romances e uma coleção de contos, todos estrelados pelo personagem James Bond. O mais recente deles era Thunderball, romance escrito no início de 1960. Ele foi baseado em um roteiro escrito por Fleming junto com o roteirista Jack Whittingham e o roteirista e diretor Kevin McClory. Disputas legais antes da publicação levaram a uma audiência na Alta Corte de Justiça em Londres em 24 de março de 1961, colocando enorme pressão sob Fleming. Duas semanas depois, durante uma reunião semanal com seu empregador, o jornal The Sunday Times, ele sofreu um ataque cardíaco.
O incidente foi sério o suficiente para necessitar uma hospitalização, depois da qual ele foi convalescer no Hotel Dudley, na cidade litorânea de Hove. Enquanto se recuperava, um de seus amigos, provavelmente o baronete Sir George Duff-Sutherland-Dunbar segundo o biógrafo Andrew Lycett, lhe deu uma cópia do livro The Tale of Squirrel Nutkin, de Beatrix Potter, sugerindo que Fleming escrevesse a história de ninar que o autor costumava contar para seu filho Caspar todas as noites. Fleming não gostou do livro, mas gostou das ilustrações. Não tinha sido permitido que ficasse de posse de uma máquina de escrever durante esse período, caso o esforço de escrever um novo livro de Bond fosse demais para ele, então pediu por papel e caneta e escreveu uma história a mão. Fleming abordou o projeto com entusiasmo e escreveu para seu editor, Michael Howard da Jonathan Cape, brincando que "Não há um único momento, mesmo à beira da tumba, quando não estou trabalhando como escravo para você". O autor enviou a Howard os rascunhos das duas primeiras histórias apenas um mês depois do ataque cardíaco. O título provisório foi The Magical Car, que permaneceu até pelo menos seis meses antes da publicação. Fleming considerou a ideia de publicar o livro sob o pseudônimo "Ian Lancaster", seus primeiros dois nomes, mas foi dissuadido por Howard.
Fleming não viveu o bastante para ver a publicação de Chitty-Chitty-Bang-Bang: The Magical Car, pois sofreu outro ataque cardíaco em 11 de agosto de 1964 e morreu na Cantuária na manhã seguinte, mesmo dia do aniversário de doze anos de seu filho. O primeiro volume foi publicado apenas dois meses depois.

## Inspirações

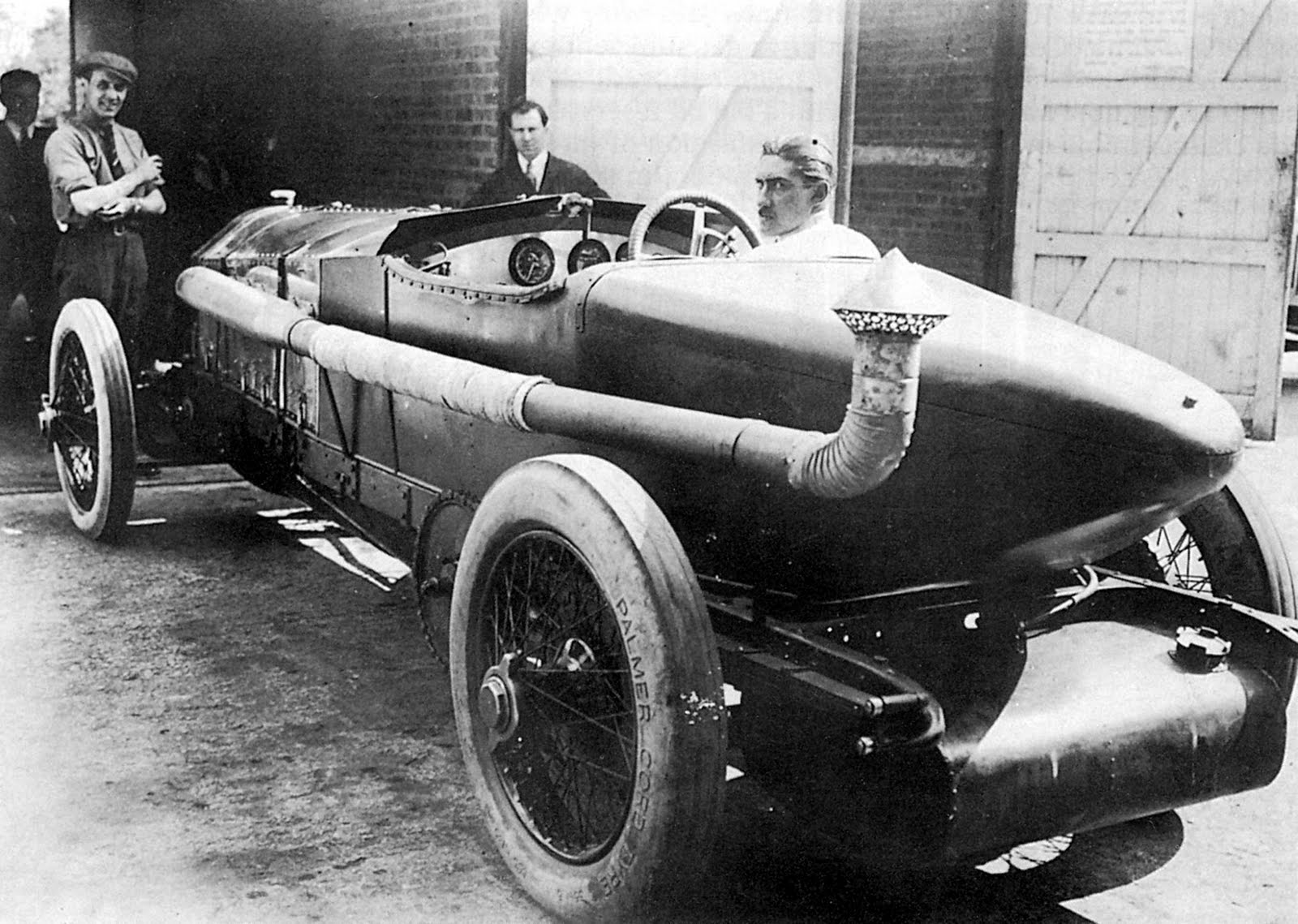
Louis Zborowski na direção do Chitty Bang Bang 1 em 25 de maio de 1921

Fleming, enquanto escrevia Chitty-Chitty-Bang-Bang, usou aspectos de sua vida para aprofundar detalhes, da mesma forma como fez em muitas das suas histórias de Bond. Assim sendo, uma das crianças Pott do livro se chama Jemima, nomeada em homenagem à filha de Hugo Pitman, seu antigo empregador. O conselho que Caractacus Pott dá para seus filhos, "Nunca diga 'não' para a aventura. Sempre diga 'sim', do contrário vocês terão uma vida muito chata", reflete a visão de mundo do autor. Pott tem a patente de comandante na Marinha Real, mesma patente alcançada por Fleming na Segunda Guerra Mundial; o autor também usou essa patente para Bond e James Gunn, protagonista de uma série de televisão nunca produzida que ele tinha escrito em 1956.
O carro Chitty-Chitty-Bang-Bang foi baseado em uma mistura de dois veículos distintos: o primeiro era Standard Tourer do próprio Fleming, que ele tinha dirigido na Suíça na década de 1920, e o segundo era Chitty Bang Bang, uma Mercedes customizada com capô de 2,4 metros de comprimento e equipada com um aeromotor Maybach de 23 litros com seis cilindros. O motor era do mesmo tipo daqueles usados em zepelins da Primeira Guerra Mundial. Fleming tinha visto Louis Zborowski, o dono deste carro, em uma corrida no autódromo de Brooklands. A origem do nome "Chitty Bang Bang" é debatida, mas foi possivelmente inspirado pela engenheira aeronáutica Letitia Chitty. Uma canção obscena da Primeira Guerra Mundial talvez também esteja conectada ao nome; esta fazia referência aos "chits", ou passes, dados a oficiais para visitarem bordéis em Paris. O biógrafo Jon Gilbert sugeriu que quando Fleming estudava em Eton College havia dois irmãos chamados Chitty, filhos de um dos professores, o reverendo George Jameson Chitty, com isto talvez sendo a origem do nome. Fleming há muito tinha uma paixão por carros e foi dono de vários, também sendo um ávido leitor sobre o assunto. Segundo o autor Henry Chancellor, Fleming considerava que o som que um carro fazia era algo "quase tão importante quanto a aparência".

## Ilustrações
Fleming, quando enviou os manuscritos dos dois primeiros volumes para a Jonathan Cape em maio de 1961, sugeriu que o cartunista Wally Fawkes do Daily Mail, conhecido pelo pseudônimo Trog, fosse o ilustrador do livro. O autor admirava o trabalho de Fawkes e o considerava um amigo, descrevendo-o como "um homem extremamente bondoso e muito divertido". Fawkes completou desenhos preliminares para o projeto, porém o Daily Mail não permitiu que ele terminasse o trabalho porque muitas das obras de Fleming era serializadas em seu rival, o Daily Express. O ilustrador, enquanto fazia seus desenhos preliminares, tentou fazer a receita de doce de chocolate incluída no livro e descobriu que ela não era boa, o que fez com que os editores da Jonathan Cape passassem um dia inteiro cozinhando receitas diferentes até encontrarem uma melhor.
A Jonathan Cape em seguida convidou o ilustrador Haro Hodson, que produziu alguns esboços de teste rejeitados por Fleming. O autor então pediu que seu amigo Amherst Villiers elaborasse um desenho para o carro que fosse "realmente estiloso para excitar a imaginação de crianças de 7–10 anos". Fleming explicou que os editores "têm um ou dois artistas escalados para as figuras, paisagens, etc, eles não conseguem encontrar alguém com conhecimento técnico e imaginação suficientes para desenhar um Chitty-Chitty-Bang-Bang adequado". Villiers era um engenheiro e projetista de motores que tinha dado a Fleming detalhes técnicos que o autor usou para os carros de Bond. Segundo Lycett, o esboço de Villiers era de "um carro verde baixo e elegante, que parecia um Mercedes SSK com um radiador redondo de um Delauney Belleville".
A editora por fim escolheu contratar o ilustrador John Burningham, que em 1963 tinha vencido a Medalha Kate Greenaway por seu livro Borka: The Adventures of a Goose with No Feathers. Ele seguiu cuidadosamente as instruções de Fleming e, apesar dos desenhos de Villiers não terem sido usados, as ilustrações que Burningham produziu de Chitty-Chitty-Bang-Bang "têm uma semelhança impressionante aos desenhos coloridos de Villiers", de acordo com Paul Kenny, o biógrafo de Villiers.

## Recepção

### Publicação
Chitty-Chitty-Bang-Bang: The Magical Car foi publicado pela primeira vez no Reino Unido pela editora Jonathan Cape em três volumes de capa dura, cada um custando dez xelins e seis pêni. O primeiro volume foi lançado em 22 de outubro de 1964, o segundo em 26 de novembro e o terceiro em 14 de janeiro de 1965. Cada volume tinha 48 páginas. Os três volumes foram lançados em um livro único em julho de 1968 pela editora Pan Books sob o nome Chitty-Chitty-Bang-Bang: The Complete Adventures of the Magical Car. Edições posteriores e edições em brochura usaram apenas o nome Chitty-Chitty-Bang-Bang. Desde então já foi relançado várias vezes em edições de capa dura e brochura.
O livro foi publicado nos Estados Unidos em 1964 pela Random House. A editora, em vez de seguir a versão britânica e publicar três volumes, reuniu todas as histórias em um único volume, o que teve a consequência de permitir que os leitores estadunidenses lessem a terceira e última parte da história antes dos britânicos. Chitty-Chitty-Bang-Bang foi o terceiro livro mais vendido em maio de 1965 na lista de obras infantojuvenis do jornal The New York Times, enquanto em novembro foi o segundo.

### Crítica
Alexander Muir do Daily Mirror considerou que os dois primeiros volumes seriam excelentes presentes de natal para crianças, porém John Townsend do The Guardian sugeriu que o pai, em vez do filho, seria um melhor recipiente do presente. O jornal Birmingham Post achou que o livro seria apreciado tanto por crianças quanto por seus pais.
Oscar Turnill do The Sunday Times e Townsend descreveram a escrita de Fleming como avuncular, porém Townsend foi crítico, afirmando que "nós temos o autor adulto em jogo, em vez do escritor infantil em ação. Este estilo é avuncular, a escrita muito evidente". Por outro lado, Turnill elogiou a natureza bem humorada da narrativa de Fleming. O Birmingham Post elogiou a escrita de Fleming, afirmando que ele "prova ser já um contador de histórias talentoso e pouco condescendente para ... [crianças de] 5–12 anos".
Turnill achou que o autor "estava certo ao julgar que o mercado infantil estava pronto para o... suspense", já Muir elogiou a natureza "emocionante de suspense" do livro. O jornal The Times fez paralelos com os outros trabalhos de Fleming e comentou que Chitty-Chitty-Bang-Bang seria uma escolha excelente para leitores jovens antes de começarem a ler um romance de Bond. Richard Usborne do The Daily Telegraph também fez comparações os romances de Bond em sua resenha, escrevendo:
| “ | Estas histórias de CCBB são altamente profissionais no campo de livros infantojuvenis. Os estranhos itens de informação, os vilões super perversos, as fugas por um triz, a segurança da família feliz, a magia, os finais felizes, com a reconfortante certeza de que a família e o carro logo estarão em perigo mortal novamente. | ” |

## Adaptações

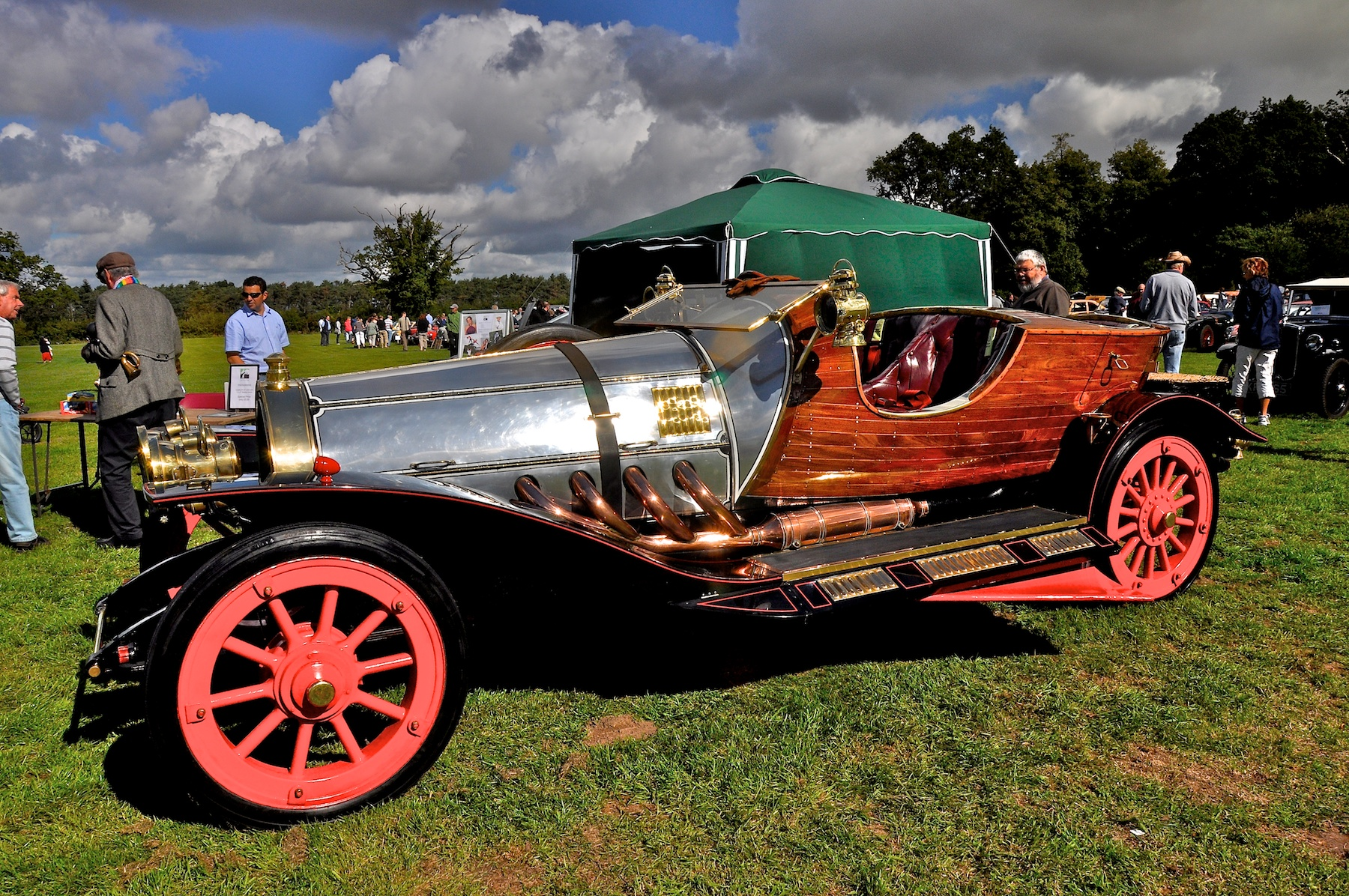
O principal carro usado nas gravações do filme Chitty Chitty Bang Bang

O livro foi serializado no Daily Express em cinco episódios publicados em uma semana, entre 19 e 23 de outubro de 1964. Uma versão em tira de quadrinhos foi publicada no Reino Unido em 1969 sob o título Chitty-Chitty-Bang-Bang: Authorised Edition.
Um filme vagamente inspirado no livro foi produzido em 1968, tendo um roteiro escrito por Roald Dahl e Ken Hughes, este último também dirigindo. Foi estrelado por Dick Van Dyke como Caractacus Potts e produzido por Albert R. Broccoli, o mesmo produtor dos filmes de James Bond. Uma romantização do filme foi escrita por John Burke e publicada pela Pan Books em 1968.
Uma produção musical baseada no filme estreou em abril de 2002 no teatro London Palladium em Londres, sendo estrelada por Michael Ball. Seu última apresentação foi em setembro de 2005, tendo se tornado a peça mais longeva do London Palladium e arrecadado mais de setenta milhões de libras esterlinas no decorrer de três anos e meio. Uma versão na Broadway em Nova Iorque foi encenada no Hilton Theatre de março a dezembro de 2005, tendo totalizado 34 prévias e 285 apresentações regulares nesse período.
Uma adaptação em rádio de uma hora de Chitty-Chitty-Bang-Bang por Sherry Ashworth foi transmitida na BBC Radio 4 Extra em 3 de abril de 2011, sendo estrelada por Imogen Stubbs como a voz de Chitty-Chitty-Bang-Bang e Alex Jennings como Caractacus Pott.
Três sequências foram escritas por Frank Cottrell-Boyce e ilustradas por Joe Berger. A primeira, Chitty Chitty Bang Bang Flies Again, foi publicada em outubro de 2011, sendo seguida por Chitty Chitty Bang Bang and the Race Against Time em setembro de 2012 e Chitty Chitty Bang Bang Over the Moon em setembro de 2013.

### Citações
1. ↑   «The Books». Ian Fleming Publications. Consultado em 30 de novembro de 2024. Arquivado do original em 10 de agosto de 2015
2. ↑  Benson 1988, p. 20.
3. ↑  Parker 2014, pp. 256–257.
4. ↑  Benson 1988, p. 21.
5. ↑   «High Court of Justice». The Times. Londres. 25 de março de 1961. p. 12
6. 1 2 3  Lycett 1996, p. 384.
7. 1 2 3   Gilbert, Jon (14 de julho de 2016). «How Chitty came to be». Ian Fleming Publications. Consultado em 6 de fevereiro de 2025
8. 1 2  Pearson 1967, p. 391.
9. ↑  Fleming 2015, p. 263.
10. ↑  Macintyre 2008, p. 194.
11. 1 2 3 4 5 6 7 8 9  Lycett 1996, p. 386.
12. 1 2  Kenny 2009, p. 257.
13. ↑  Fleming 2015, pp. 275–276.
14. ↑  Lycett 1996, p. 443.
15. ↑  Benson 1988, p. 27.
16. ↑  Macintyre 2008, p. 90.
17. ↑  Fleming 1964, p. 44.
18. ↑  Benson 1988, p. 22.
19. ↑  Druce 1992, p. 52.
20. ↑  Gilbert 2012, p. 491.
21. ↑  Macintyre 2008, p. 132.
22. ↑  Chancellor 2005, p. 231.
23. 1 2  Lycett 1996, p. 393.
24. ↑  Fleming 2015, pp. 263, 276.
25. ↑  Fleming 2015, p. 264.
26. ↑  Fleming 2015, p. 328.
27. ↑  Kenny 2009, p. 239.
28. ↑  Taylor 1964, p. 15.
29. ↑  Kenny 2009, p. 258.
30. ↑   «Chitty-Chitty-Bang-Bang». Daily Express. Londres. 24 de outubro de 1964. p. 10
31. ↑  Gilbert 2012, pp. 493, 495, 497.
32. ↑  Gilbert 2012, pp. 496, 500.
33. ↑  Gilbert 2012, p. 494.
34. ↑  Gilbert 2012, p. 504.
35. ↑   «Children's Best Sellers». The New York Times. Nova Iorque. 9 de maio de 1965. p. BRA38
36. ↑   «Children's Best Sellers». The New York Times. Nova Iorque. 7 de novembro de 1965. p. BRA48
37. 1 2   Muir, Alexander (15 de dezembro de 1964). «Bright Ideas for Santa». Daily Mirror. Londres. p. 17
38. 1 2   Townsend, John Rowe (4 de dezembro de 1964). «A New Mayne and a Mini Bond». The Guardian. Manchester. p. 9
39. 1 2   «Vintage Fleming». Birmingham Post. Birmingham. 24 de outubro de 1964. p. 16
40. 1 2   Turnill, Oscar (25 de outubro de 1964). «Overdrive Plus». The Sunday Times. Londres. p. 47
41. ↑   «For All Sorts of Children». The Times. Londres. 10 de dezembro de 1964. p. 17
42. ↑   Usborne, Richard (23 de outubro de 1964). «James Bond for the Children?». The Daily Telegraph. Londres. p. 46
43. ↑   Fleming, Ian (19 de outubro de 1964). «Chitty-Chitty-Bang-Bang». Daily Express. Londres. p. 9
44. ↑   Fleming, Ian (23 de outubro de 1964). «Chitty-Chitty-Bang-Bang». Daily Express. Londres. p. 9
45. ↑  Gilbert 2012, p. 493.
46. ↑   «Credits: Chitty Chitty Bang Bang». BFI Film & TV Database. Consultado em 7 de fevereiro de 2025. Arquivado do original em 22 de janeiro de 2009
47. ↑   «Broccoli, Albert R. (1909-1996)». Screenonline. British Film Institute. Consultado em 7 de fevereiro de 2025
48. ↑  Macintyre 2008, p. 195.
49. ↑  Gilbert 2012, p. 503.
50. ↑   «Show History». Eon Productions. Consultado em 7 de fevereiro de 2025. Arquivado do original em 8 de dezembro de 2009
51. ↑   «Chitty Chitty Bang Bang». Internet Broadway Database. Consultado em 7 de fevereiro de 2025
52. ↑   «Ian Fleming - Chitty Chitty Bang Bang». BBC. Consultado em 7 de fevereiro de 2025
53. ↑   «Chitty Chitty Bang Bang Books». Ian Fleming Publications. Consultado em 7 de fevereiro de 2025. Arquivado do original em 4 de março de 2016
54. ↑   «Chitty Chitty Bang Bang Over the Moon». Pan Macmillan. Consultado em 7 de fevereiro de 2025